# Poblado Héroes de Chapultepec
Poblado Héroes de Chapultepec es una localidad del estado mexicano de Baja California. Es parte del municipio de Ensenada.

## Toponimia
El nombre la localidad hace referencia a los Niños Héroes, un grupo de cadetes mexicanos que combatieron en la Batalla de Chapultepec.

## Demografía
| Gráfica de evolución demográfica |
|                                  |

| Censo | Población |
| ----- | --------- |
| 1990  | 175       |
| 2000  | 472       |
| 2010  | 1 260     |
| 2020  | 2 360     |